# Alimou Mamadou Diallo
Mamadou Diallo (* 2. Dezember 1984 in Conakry) ist ein guineischer Fußballspieler. Derzeit steht der Verteidiger beim türkischen Erstligisten Sivasspor unter Vertrag.

## Karriere

### Verein
Diallo startete seine Profikarriere 2002 in seiner Heimatstadt bei Satellite FC. Dort blieb er allerdings nur ein Jahr, ehe er im Sommer 2003 den Schritt ins Ausland wagte. Sein erster europäischer Verein war der SC Lokeren, wo er insgesamt vier Jahre lang unter Vertrag stand. Nachdem die Mannschaft in den ersten drei Jahren immer im sicheren Mittelfeld gespielt hatte, konnte man zur Saison 2006/07 nur knapp den Abstieg abwehren. Im Sommer 2007 folgte der Wechsel auf einen weiteren Kontinent. Im asiatischen Teil der Türkei unterzeichnete er einen Vertrag mit Sivasspor. Mit den Rot-Weißen konnte Diallo in seiner ersten Saison den 4. Platz in der Süper Lig erreichen und qualifizierte sich somit für die UI-Cup-Teilnahme. Bis zum letzten Spieltag war rechnerisch noch die Vize-Meisterschaft möglich. Er absolvierte 29 Meisterschaftsspiele und wechselte dann nach Diyarbakırspor. Dort hielt es ihn aber nicht lange und er kehrte nur ein Jahr später wieder zurück zu Sivasspor.

### Nationalmannschaft
Diallo ist aktueller Nationalspieler Guinea. Für die Fußball-Afrikameisterschaft 2006 war er nominiert und gelangte mit dem Team in das Viertelfinale, wo man mit 2:3 der Auswahl Senegals den Vorzug lassen musste. Zwei Jahre später, 2008, stand er wieder im Kader. Auch dieses Mal war der Weg bereits im Viertelfinale zu Ende, als man klar mit 0:5 gegen die Elfenbeinküste verlor.